# اریش بای
اریش بای (به آلمانی: Erich Bey) (۲۳ مارس ۱۸۹۸ – ۲۶ دسامبر ۱۹۴۳) نظامی بلندپایه آلمانی در دوره رایش سوم بود که در جریان جنگ جهانی دوم در کریگس‌مارینه خدمت کرد.

## زندگی‌نامه
اریش بای روز ۲۳ مارس سال ۱۸۹۸ در هامبورگ زاده شد. سال ۱۹۱۶ به نیروی دریایی امپراتوری آلمان پیوست و در جریان جنگ جهانی اول در ناوشکن‌ها خدمت کرد. در پی آغاز جنگ جهانی دوم، بای یک نیروی ناوشکن را روزهای ۱۰ و ۱۳ آوریل سال ۱۹۴۰ در نارویک در مقابل یک نیروی قدرتمندتر بریتانیایی فرماندهی نمود. با وجود انهدام یگانش، عملکردش نشان عالی صلیب شوالیه صلیب آهنین را برای او به ارمغان آورد. بای ماه فوریه سال ۱۹۴۳ نیروی ناوشکن‌های محافظ رزم‌ناوهای شارن‌هورست و گنایزناو و ناو سنگین پرینتس اویگن برای عملیات سربروس جهت گذر از کانال مانش را هدایت کرد. بای روز ۲۵ دسامبر سال ۱۹۴۳ فرمانده یک گروه ضربت متشکل از رزم‌ناو شارن‌هورست و پنج ناوشکن بود که به از آب‌دره آلتا در شمال نروژ به کاروان‌های متفقین به مقصد مورمانسک حمله برد. یگان تحت امر او با نیروی قوی از نیروی دریایی بریتانیا شامل نبردناو دوک آو یورک برخورد. نبرد روز ۲۶ دسامبر شرایط بد دید به وقوع پیوست درحالیکه دشمن از برتری بسیار زیادی در زمینه رادار برخوردار بود. این آخرین درگیری مستقیم بین دو نبردناو به حساب می‌آید. در پی غرق شدن شارن‌هورست جان خود را در این نبرد از دست داد.